# Георги Алурков
Георги Крумов Алурков е български режисьор и кинооператор.

## Биография
Роден в град Севлиево на 20 юни 1926 г. Завършва през 1948 г. съкратен курс по кино и фото техника, а през 1950 г. и ВИИ „Карл Маркс“. Умира на 17 май 1989 г.

## Филмография
Като режисьор:
- Конникът (1964)

Като сценарист:
- Конникът (1964)

Като оператор:
- Отечествен кинопреглед (1982)
- Пленено ято (1962)
- Вятърната мелница (1961)
- Бедната улица (1960)

Деца и Гларуси (1966)